# Национальный музей Кардиффа
Национальный музей в Кардиффе (валл. Amgueddfa Genedlaethol Caerdydd, англ. National Museum Cardiff) — музей и художественная галерея в Кардиффе, Уэльс, Великобритания, являющийся частью Национального музея Уэльса. Вход в музей бесплатный, а сам музей содержится на средства Ассамблеи Уэльса.
Национальный музей Уэльса был основан в 1907 году, унаследовав коллекции музея Кардиффа, расположенного в здании Кардиффской центральной библиотеки. Строительство нового здания музея в Кардиффе началось в 1912 году в Катайс-парке, но из-за Первой мировой войны так и не было открыто для посетителей вплоть до 1927 года. Архитекторами выступили Арнольд Данбар Смит и Сесил Брюер, однако современный вид здания значительно изменён.
В музее находятся коллекции по археологии, ботанике, изобразительному и прикладному искусствам, геологии и зоологии.